# خرسانة مضغوطة بالمدحلة

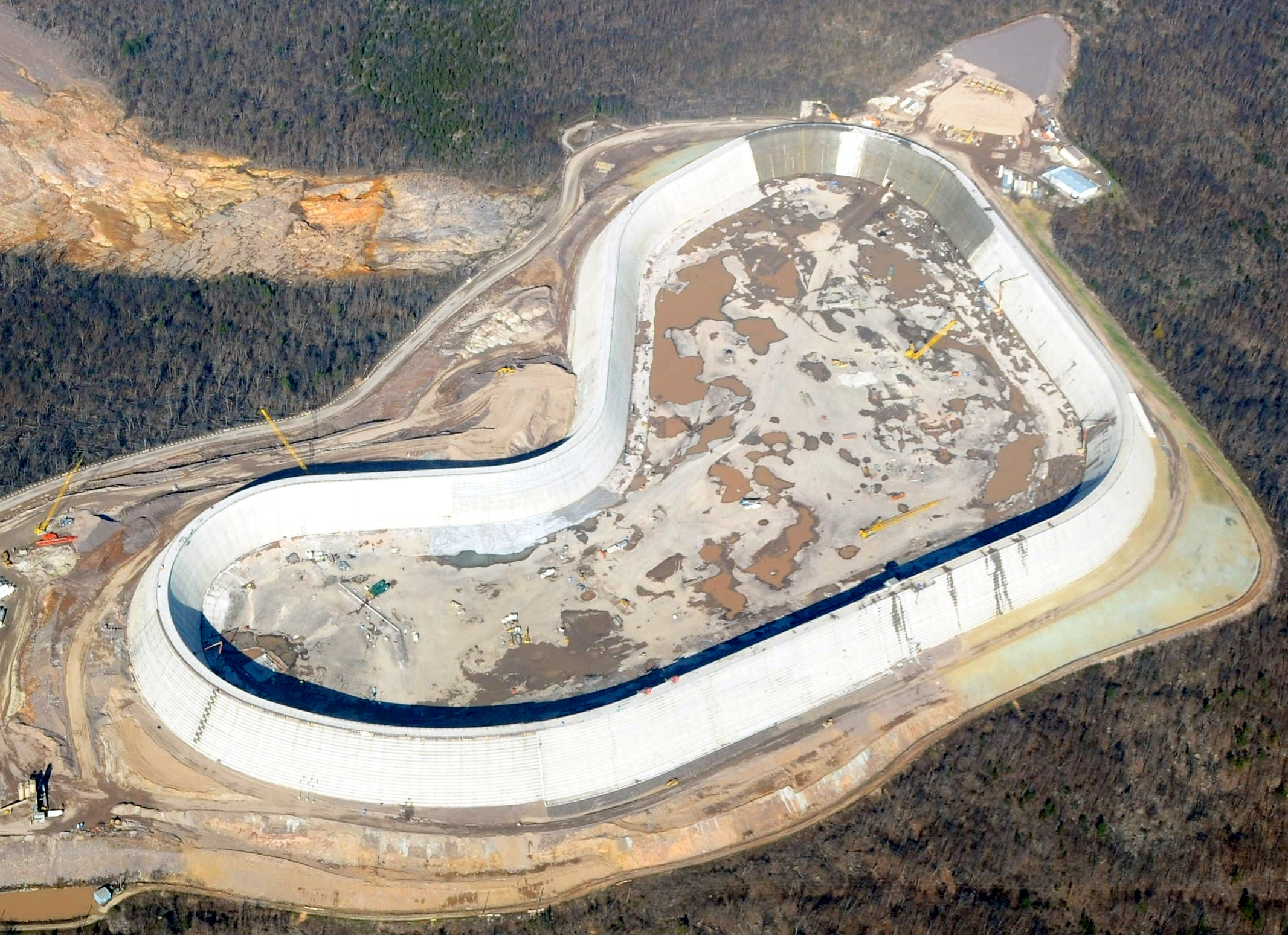

الخرسانة المضغوطة بالمدحلة (أر سي سي) (بالإنجليزية: Roller-compacted concrete)‏ أو الخرسانة المدلفنة (رول-كريت) هي عبارة عن مزيج خاص من الخرسانة التي تحتوي على المكونات الأساسية نفسها للخرسانة التقليدية ولكن بنسب مُتفاوتة، مع استبدال جزئي ومتزايد للرماد المتطاير بالإسمنت البورتلاندي. يُعد الاستبدال الجزئي للرماد المتطاير بالإسمنت البورتلاندي ركيزة هامة في تطبيقات بناء السدود باستخدام الخرسانة المضغوطة بالمدحلة لأن الحرارة الناتجة عن ترطيب الرماد المتطاير أقل بكثير من نظيرتها الناتجة عن ترطيب الإسمنت البورتلاندي. يقلل هذا بدوره من الأحمال الحرارية على السد كما يقلل من احتمالية حدوث التكسير الحراري. الخرسانة المضغوطة بالمدحلة هي مزيج من الرماد المتطاير/ الإسمنت، والماء، والرمل، والركام والإضافات المشتركة، إلا أنها تحوي كمية أقل من الماء. يتميز المزيج الناتج بأنه أكثر جفافًا ومنعدم الهبوط بصورة أساسية. تُثبت الخرسانة المضغوطة بالمدحلة بطريقة مشابهة لتلك التي في عملية الرصف؛ إذ تُنقل المادة بواسطة شاحنات قلابة أو ناقلات، وتُفرش بواسطة جرافات صغيرة أو راصفات إسفلتية معدلة خصيصًا، لتُضغط بعد ذلك بواسطة مداحل رجّاجة.
في مجال بناء السدود، أبصر النور أول تطوير للخرسانة المضغوطة بالمدحلة مع بناء السد الثقالي ألب جيرا بالقرب من سوندريو في شمال إيطاليا بين عامي 1961 و 1964. وُضعت الخرسانة بشكل وطريقة مشابهة للطريقة الحالية لكن دون ضغطها بالمداحل. خلال سبعينيات القرن الماضي وُصفت الخرسانة المضغوطة بالمدحلة في المجلات الهندسية كإضافة ثورية مناسبة، من بين الأمور الأخرى، لبناء السدود. استُخدمت الخرسانة المضغوطة بالمدحلة في البداية وبشكل عام لسدّ الفجوات، وفي بناء الأساسات التحتية والرصف الخرساني، إلا أن استخدامها ازداد في أعمال بناء السدود الثقالية لكونها تمتاز بمحتوى منخفض من الإسمنت ويُضاف إلى ذلك استخدامها الرماد المتطاير في تركيبها ما يؤدي بدوره إلى تخفيض الحرارة المتولدة أثناء عملية المعالجة في إطار المقارنة مع عملية تشغيل الخرسانة العادية التقليدية. تتميز الخرسانة المضغوطة بالمدحلة على السدود التقليدية ذات الخرسانة العادية بإيجابيات عديدة بالوقت والتكاليف؛ وتشمل هذه الإيجابيات معدلات أعلى لتشغيل الإسمنت، وكلفة أخفض للمواد الأولية وللأعمال المتعلقة بالعزل والطوبار.

## تطبيقات السدود
فيما يتعلق بتطبيقات السدود، تُشيّد المقاطع الخرسانية المضغوطة بالمدحلة على طبقات أفقية متعاقبة لتُشكل ميولًا باتجاه التيار المائي على شكل درج خرساني. بمجرد تثبيت الطبقة الأولى، يمكن أن يساعد ذلك معدات تجريف التربة في تثبيت الطبقة التالية على الفور. بعد وضع الخرسانة المضغوطة بالمدحلة على سطح الطبقة، تقوم الجرافات الصغيرة عادةً بفرشها بطبقات بسماكة قدم واحدة (300 مم).
أول سد أُنشئ باستخدام الخرسانة المضغوطة بالمدحلة في الولايات المتحدة الأمريكية كان سد ويلو كريك، على بحيرة ويلو كريك، إحدى روافد نهر كولومبيا في ولاية أوريغون. شُيّد هذا السد بواسطة فيلق القوات البرية الأمريكي الهندسي بين نوفمبر عام 1981 و فبراير عام 1983. عملية البناء سارت على نحو جيد، ضمن جدول زمني سريع وبميزانية أقل من الموضوعة (التي قُدرت بنحو 50 مليون دولار أمريكي، 35 مليون دولار أمريكي فعلي).
في غضون ربع قرن، منذ إنشاء سد ويلو كريك، أثمرت الأبحاث والاختبارات الكبيرة عن تحسينات لا تُعد ولا تُحصى في تصاميم الخلطات الخرسانية، وفي تصاميم السدود وطرق بناءها باستخدام الخرسانة المضغوطة بالمدحلة؛ بحلول عام 2008، كان عدد السدود المُشيّدة باستخدام الخرسانة المضغوطة بالمدحلة نحو 350 سد حول العالم. يُعد في الوقت الحالي سد جيلجل جيب الثالث في أثيوبيا، أعلى سد من هذا النوع بارتفاع 250 متر، بينما ارتفاع السد الباكستاني قيد الإنشاء ديامر- بهاشا نحو 272 متر.